# Maserati
Mazerati (ital. Maserati) jest italijanski proizvođač luksuznih sportskih automobila, osnovan je 1. decembra 1914. u Bolonji, dok je sada centrala kompanije u Modeni. U svojoj istoriji, ova italijanska fabrika automobila je imala više vlasnika, među kojima su Sitroen, De Tomaso, Ferari-Maserati, da bi se 2005. godine Maserati odvojio od Ferarija i spojio sa kompanijom Alfa Romeo pod rukovodstvom Fijata. 

## Istorijat kompanije
Braća Mazerati su bila u automobilskoj industriji još početkom 20. veka. Kompanija je osnovana 1. decembra 1914. godine u Bolonji pod nazivom - Società Anonima Officine Alfieri Maserati. Ispočetka se radionica bavila preradom automobila Isota Fraskini za trke. Kasnije, će uslediti saradnja sa Dijatom za koje su Alfijeri, Bindo i Ernesto pravili dvolitarske trkačke automobile. Nakon što je Dijato 1926. godine, zbog ekonomskih problema, prekinuo proizvodnju trkačkih automobila, braća Mazerati su napravila svoj prvi sopstveni automobil „Tipo 26“. Sa jednim od prvih njihovih automobila, Alfijeri je osvojio 1926. trku izdržljivosti „Targa Florijo“. Mazerati je počeo sa proizvodnjom trkačkih automobila sa 4, 6, 8 i 16 cilindara, a još jedan od braće Mazerati, Mario, koji je bio umetnik, doprineo je kompaniji tako što joj je za logo predložio „Neptunov trozubac“. Alfieri je vodio Mazerati do kraja života 1932 g. a od tada su njegova tri brata, Bindo, Ernesto i Etore nastavili da proizvode trkačke automobile koji su pobeđivali na trkama.
Godine 1937. preostala braća Mazerati prodali su svoje deonice u kompaniji porodici Adolfo Orsi, koja je 1940. premestila centralu kompanije u njihov rodni grad Modenu, gde je ostala do danas. Braća Mazerati su nastavila inžinjerski posao u fabrici, uspesi na trkama su se nastavili čak i protiv nemačkih automobila, Mercedesa i ostalih. Godine 1939. Maserati 8CTF dobio je trku Indianopolis 500, a taj podvig se ponovio i sledeće godine.

## Spoljašnje veze
- Zvanični veb-sajt
- Istorijat kompanije Mazerati na forumu www.arcs.org.rs